# Beba Selimović
Beba Selimović (rođena kao: Izeta Selimović; Trebinje, 27. ožujka 1936. – Sarajevo, 10. ožujka 2020.), bosanskohercegovačka je interpretorica sevdalinki i je jedna od vodećih pjevačica 1950-ih, 1960-ih i 1970-ih godina u Jugoslaviji, zajedno sa Zehrom Deović, Nadom Mamulom i Silvanom Armenulić. Njezin najveći hit je "U srcu mome samo živiš ti". 

## Životopis
Rođena je 27. ožujka 1936. u Trebinju. Obitelj Selimović podrijetlom je iz Bileće. Budući da je bila najmlađe od petero djece u bošnjačkoj obitelji, stariji braća i sestre nazvali su je beba, te je taj nadimak uzela kao umjetničko ime kada je postala profesionalna pjevačica. Sa sedam godina, 1943. godine, za vrijeme Drugog svjetskog rata, preselila se u Sarajevo, gdje je završila školovanje.
Sa sedamnaest godina bila je jedna od šest osoba izabranih od tri stotine kandidata za pjevanje za Radio Sarajevo, čime je započela svoju profesionalnu karijeru 1954. godine kao solistica postaje. Njezin prvi singl "Po mojoj bašti zumbuli cvjetaju", objavljen je 1958. godine. Udala se 1958. godine s 19 godina, postala majka s 20 godina, a kasnije je postala udovica s 32 godine kada je njen suprug Sabrija poginuo u saobraćajnoj nesreći u listopadu 1971. Ona i njen suprug imali su zajedno dva sina, Samira i Senada. Drugi brak joj je bio sa violinistom Dževadom Šabanagićem. U mirovini je otišla 1988. godine. 
Iako su se njezine snimljene pjesme pojavile na mnogim kompilacijskim albumima od kasnih 1980-ih, od tada nije snimila novu glazbu. Tijekom svoje duge karijere pjevala je isključivo u dva žanra: bosanski folk i sevdalinka. Snimala je pjesme s više bosanskih pjevača sevdalinki kao što su Zaim Imamović, Zehra Deović, Nada Mamula, Safet Isović i Meho Puzić. Bila je dobra prijateljica s Isovićem i Puzićem do njihove smrti 2007. godine. Bila je jedan od govornika na dženazi Safetu Isoviću 3. rujna 2007. godine. 
Preživjela je opsadu Sarajeva tijekom rata u Bosni i Hercegovini. Iako se povukla iz javnog života i odlučila rijetko davati intervjue, pristala je na intervju za članak u studenom 2014. u novinama Dnevni avaz. Selimović je rekla da je otišla u mirovinu prije mnogo godina i zanemarila zahtjeve za nastup na televiziji, rekavši kako je dala priliku mlađim generacijama da "nastave". 
Umrla je 10. ožujka 2020. u snu, 17 dana prije 84. rođendana. Pokopana je na muslimanskom sprovodu na sarajevskom groblju Bare 12. ožujka 2020. godine.

## Diskografija

### Singlovi
- Po mojoj bašti zumbuli cvjetaju (1958.)
- Danju slušam pjesme tužne (1960.)
- Kiša pada, trava raste (1962.)
- Put putuje Latif aga (1962.)
- Sarajevo na visokom gledu (1963.)
- Djevojka viče s visoka brda (1963.)
- Tugo moja (1964.)
- Sedamdeset i dva dana (1964.)
- Banja Luko i ravnine tvoje (1965.)
- Dva su cvijeta u bostanu rasla (1965.)
- Hajde dušo da ašikujemo (1965.)
- Kraj potoka bistre vode (1966.)
- Tiho teci vodo Mošćanice (1967.)
- Vrati mi se, ljubavi (1968.)
- Sitna kiša rosila (1968.)
- Mene moja majka gleda sa čardaka (1969.)
- Što te nisam dragi srela davno (1970.)
- O šuti šuti srce moje (1970.)
- Na zemlji se jednom diše (1970.)
- Plačem ja, plači ti (1971.)
- Oprosti, oprosti (1972.)
- Ostaje još jedan dug (1972.)
- U srcu mome živiš samo ti (1972.)
- Zbogom (1973.)
- Pruži mi ruke (1974.)
- Za kim tvoje srce plače (1975.)
- Samo ti (1975.)
- Tužno je nebo ljubavi (1977.)
- Svu noć sam te čekala (1978.)
- Voljeni, ljubljeni (1979.)

### Studijski albumi
- Mene majka gleda sa čardaka (1971.)
- Od sevdaha goreg jada nema (1979.)
- Sve behara (1981.)
- U srcu mome živiš samo ti (1984.)
- Gorom jezde kićeni svatovi (1988.)

### Kompilacijski albumi
- Najveći hitovi (2012.)

## Vanjske poveznice
- Beba Selimović